# Ferenc Karakó
Ferenc Karakó (6 april 1984) is een Hongaars voetbalscheidsrechter. Hij is in dienst van FIFA en UEFA sinds 2016.
Op 7 juli 2016 debuteerde Karakó in Europees verband tijdens een wedstrijd tussen Cliftonville FC en FC Differdange 03 in de voorronde van de UEFA Europa League; het eindigde in 2–0 en Karakó gaf tien spelers één gele kaart en hij gaf een rode kaart aan Tom Siebenaler van Differdange.
Zijn eerste interland floot hij op 9 maart 2017, toen Qatar met 1–2 verloor van Azerbeidzjan.

## Interlands
| Datum            | Plaats              | Wedstrijd               | Uitslag | Competitie        | Kreeg geel | Kreeg voor de tweede keer geel en dus rood | Weggestuurd |
| ---------------- | ------------------- | ----------------------- | ------- | ----------------- | ---------- | ------------------------------------------ | ----------- |
| 9 maart 2017     | Doha, Qatar         | Qatar – Azerbeidzjan    | 1 – 2   | Vriendschappelijk | 2          | 0                                          | 0           |
| 11 november 2020 | Ljubljana, Slovenië | Slovenië – Azerbeidzjan | 0 – 0   | Vriendschappelijk | 2          | 0                                          | 0           |